# Wyścigowe Mistrzostwa Węgier 1992
1992 – sezon wyścigowych mistrzostw Węgier.